# Medicinska fakulteten vid Uppsala universitet

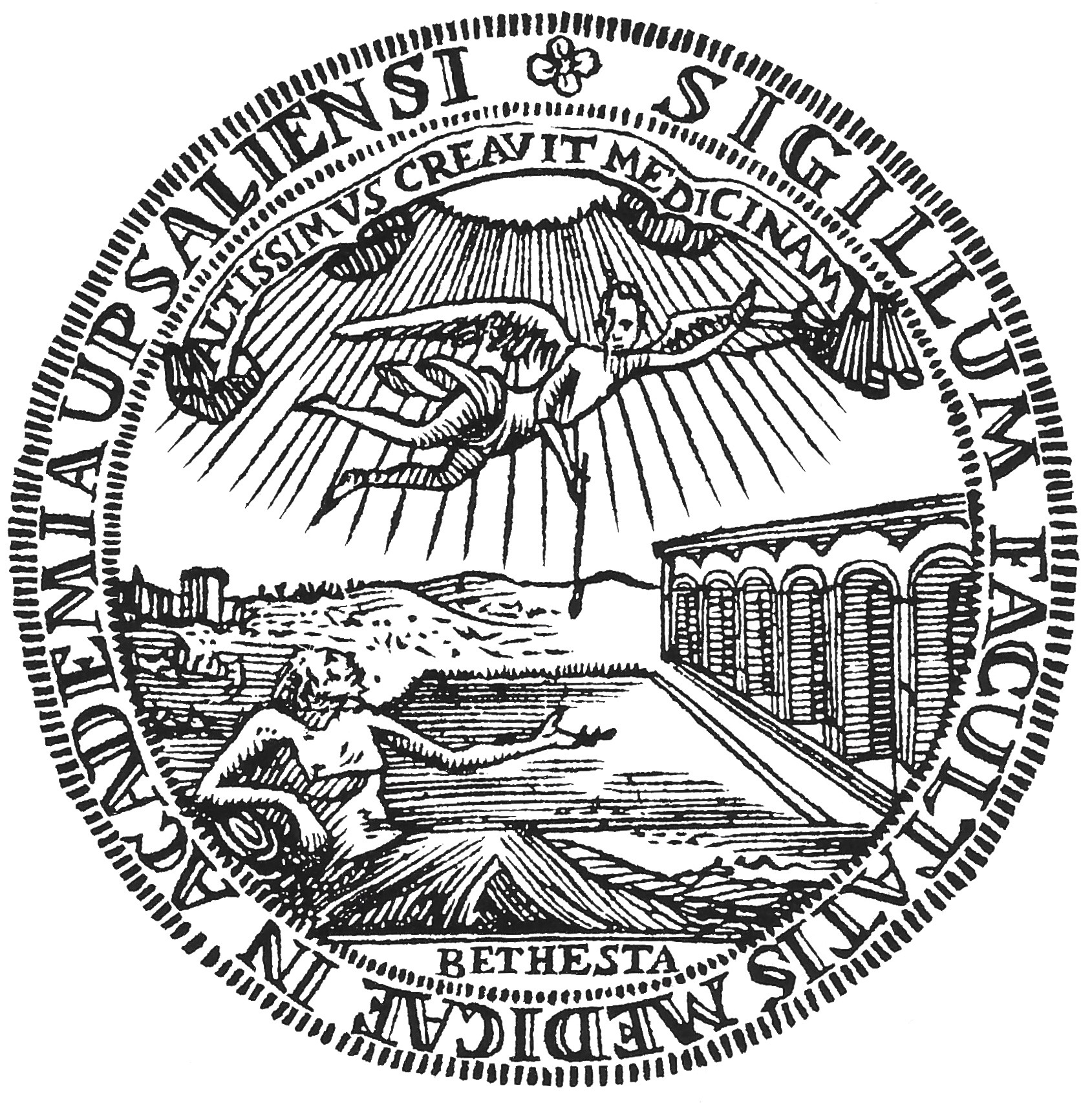
Medicinska fakultetens sigill från cirka 1640.

Medicinska fakulteten är en av nio fakulteter vid Uppsala universitet.

## Institutioner
Vid medicinska fakulteten finns följande sju institutioner:
- Folkhälso- och vårdvetenskap
- Immunologi, genetik och patologi
- Kirurgiska vetenskaper
- Kvinnors och barns hälsa
- Medicinsk biokemi och mikrobiologi (IMBIM)
- Medicinsk cellbiologi
- Medicinska vetenskaper

## Historia

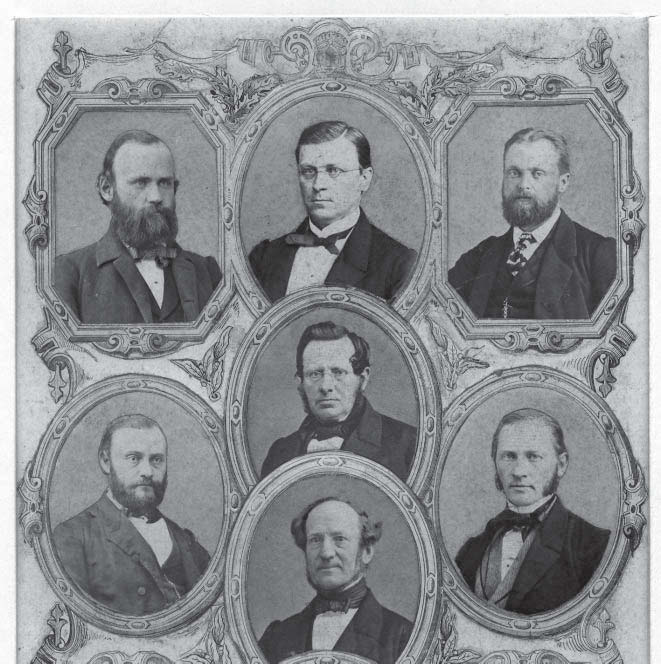
Medicinska fakultetens lärare 1863. I vänstra raden uppifrån adjunkt Edward Clason (anatomi), professor August Almén (medicinsk och fysiologisk kemi), adjunkt Fredrik Björnström (teoretisk och praktisk medicin), i mittraden professor Carl Benedict Mesterton (kirurgi), professor Olof Glas (teoretisk och praktisk medicin), professor Fredrik Sundevall (anatomi), professor Per Hedenius (patologi) och i högraraden adjunkt Frithiof Holmgren (fysiologi), professor Gustaf Kjellberg (psykiatri) och adjunkt Robert Fristedt (medicinsk naturlära).

Medicinska fakulteten grundades på 1620-talet, och var under perioden 1753–1998 förvaltare av kurorten Sätra brunn, där delar av fakultetens personal kunnat praktisera.